# Unzial 0189
Unzial 0189 (nach Gregory-Aland) ist ein fragmentarisches Pergamentblatt einer griechischen Handschrift des Neuen Testaments, die auf das 2. bis 4. Jahrhundert datiert wird. Die Handschrift enthält Teile von Apostelgeschichte 5,3–21.

## Beschreibung
Das beidseitig beschriebene Pergamentblatt ist ca. 18 cm hoch und 11,5 cm breit mit jeweils 32 Zeilen. Die enthaltenen Paginierungen mit den griechischen Zahlen für 15 und 16 deuten darauf hin, dass das Blatt zu einem Kodex gehörte, der mit der Apostelgeschichte begann. Die Textform steht, soweit erhalten, dem Text des Codex Vaticanus nahe.

## Geschichte
Das Pergamentblatt wird erstmals in einem Beitrag von A. H. Salonius aus dem Jahr 1927 ausführlich beschrieben, der auch eine Edition des griechischen Textes erstellte. Laut Angabe der Staatlichen Museen zu Berlin wurde das Blatt bei einer Grabung in Eschmunen (= el-Aschmunein/ Hermopolis Magna; Ägypten) gefunden und anschließend erworben.
Die Datierung des Fragments ist umstritten. Salonius datiert das Blatt mit Hinweis auf die Schriftform auf Anfang des 4. Jahrhunderts. Kurt Aland und Barbara Aland setzen es dagegen im 2. bis 3. Jahrhundert an und sehen darin „die älteste Pergamenthandschrift des Neuen Testaments.“ In der neueren Forschung schließt sich u. a. Eldon Jay Epp der Einschätzung von Aland und Aland an. David C. Parker votiert hingegen für die spätere Datierung am Beginn des 4. Jahrhunderts und verweist dafür auf vergleichbare Handschriften unter den Chester-Beatty-Papyri. Auch die Handschriftenliste des Instituts für neutestamentliche Textforschung gibt für das Fragment eine Datierung ins 3. bis 4. Jahrhundert an.